# محمودیه (عراق)

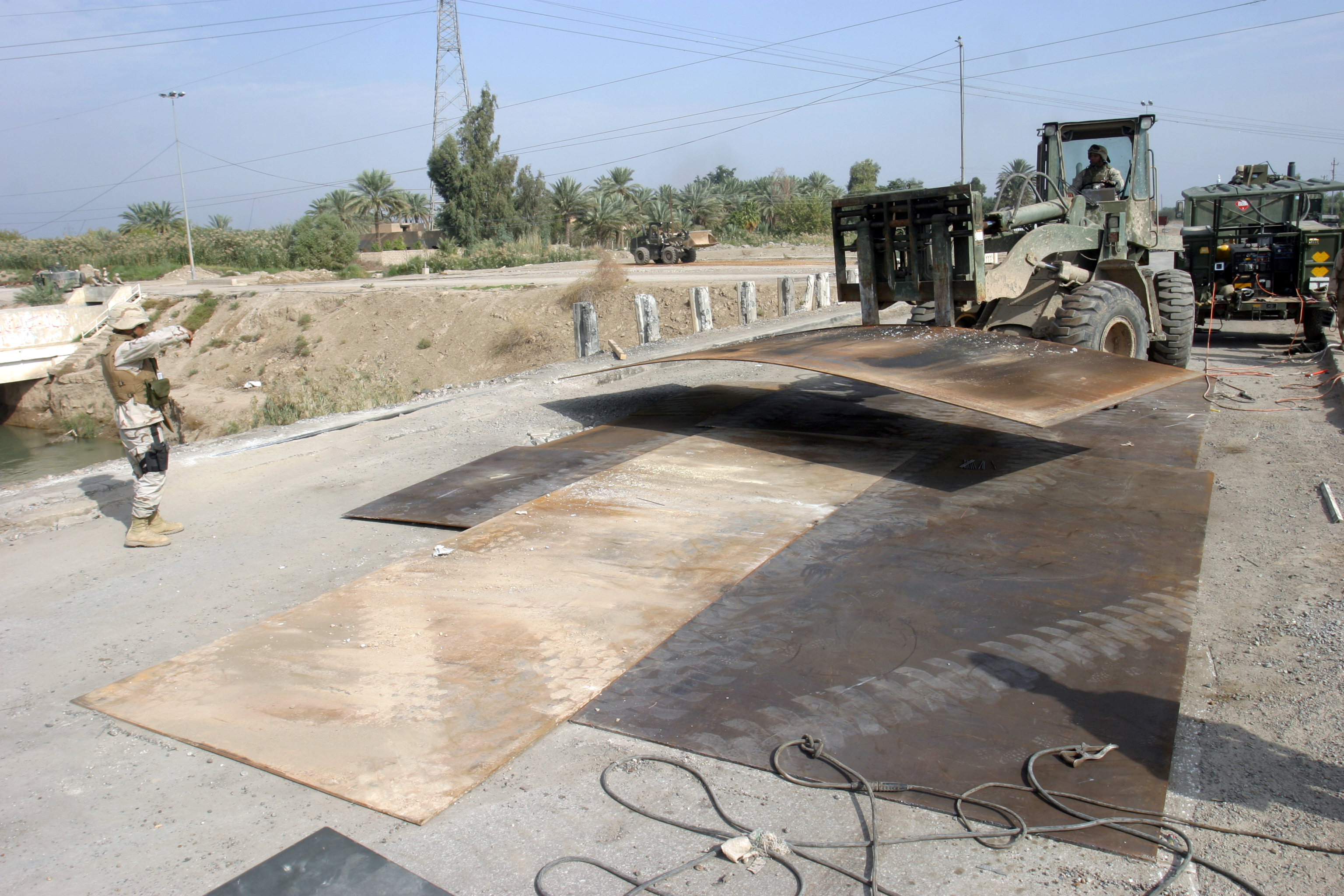
سازندگی در محمودیه عراق

محمودیه (به عربی: المحمودیة) یک شهرک در عراق است که در جنوب استان بغداد واقع شده‌است.